# Dipolaire verbinding

De resonantiestructuren van een isocyanide tonen aan dat het om een dipolaire verbinding gaat.

Een dipolaire verbinding is een elektrisch neutrale molecule, waarvan enkele atomen in minstens een van de mogelijke resonantiestructuren een formele ladingen dragen. In tegenstelling tot zouten dragen dipolen zowel de negatieve als positieve lading in een en dezelfde structuur. Door aanwezigheid van deze ladingen bezitten dipolaire verbindingen een uitgesproken dipoolmoment.
Afhankelijk van over hoeveel atomen de ladingen zijn gescheiden spreekt men van 1,2-dipolen, 1,3-dipolen, 1,4-dipolen enz. Het zijn met name de 1,3-dipolaire verbindingen, zoals aziden en nitroverbindingen, die van belang zijn.